# Шандор Біро
Шандор Біро (угор. Sándor Bíró, 9 серпня 1911, Вабінг — 7 жовтня 1988, Будапешт) — угорський футболіст, що грав на позиції захисника. Футболіст року в Угорщині (1940). Виступав за національну збірну Угорщини, у складі якої став віце-чемпіоном світу 1938 року.

## Клубна кар'єра
У дорослому футболі дебютував 1927 року виступами за команду «3-й округ ТВЕ», в якій провів вісім сезонів. Найвищим результатом став вихід з командою до фіналу Кубка Угорщини 1931 року, де вони розгромили 4:1 «Ференцварош» і здобули трофей.
1935 року Біро перейшов до клубу «Хунгарія» (Будапешт). Відіграв за столичний клуб наступні п'ять сезонів своєї ігрової кар'єри, виступаючи в парі з досвідченим Дьюлою Манді. За цей час двічі виборював титул чемпіона Угорщини в 1936 і 1937 роках.
У 1940 році, незважаючи не те, що «Хунгарія» ставла віце-чемпіоном Угорщини, а Біро був названий найкращим гравцем країни, клуб було виключено з чемпіонату режимом Хорті, оскільки це був єврейський клуб. В результаті Біро змушений був грати за інші будапештські команди БСКРТ та «Уйпешт», вигравши з останнім ще один національний чемпіонат у 1945 році.
Того ж року, після завершення війни, Шандор повернувся в відновлену «Хунгарію», що повернула собі історичну назву МТК (Будапешт), де провів ще три сезони, а завершив ігрову кар'єру у клубі «3-й округ ТВЕ», у складі якого її і починав.

## Виступи за збірну
30 жовтня 1932 року дебютував в офіційних матчах у складі національної збірної Угорщини в товариській грі проти Німеччини (2:1).
Згодом у складі збірної був учасником чемпіонату світу 1934 року в Італії, де на поле не виходив, а угорці вилетіли на стадії чвертьфіналу. Втім вже на наступному чемпіонаті світу 1938 року у Франції Біро вже був основним гравцем команди і зіграв в усіх чотирьох іграх, включаючи фінальну гру, в якій угорці поступились Італії (2:4), здобувши «срібло» мундіалю.
Після чемпіонату світу Біро продовжував грати в збірній і також виходив на поле у команді, яка 19 серпня 1945 року провела свій перший міжнародний матч після війни, що закінчився з перемогою 2:0 над Австрією Після ще чотирьох товариських ігор він закінчив свою міжнародну кар'єру в 1946 році. Всього протягом кар'єри у національній команді, яка тривала 15 років, провів у її формі 54 матчі.

## Подальше життя
В 1947 році став тренером команди VIII округу Будапешта, в 1961 році очолив команду «Механікал Лабор», ставши тренером другого складу.
Помер 7 жовтня 1988 року на 78-му році життя.

## Титули і досягнення
- Чемпіон Угорщини (3):

МТК (Будапешт): 1935–36, 1936–37
«Уйпешт»: 1945
- Володар Кубка Угорщини (1):

«3-й округ ТВЕ»: 1930–31
- Віце-чемпіон світу: 1938